# دنی مینوگ
دنیل جین "دنی" مینوگ (به انگلیسی: Danielle Jane "Dannii" Minogue) (متولد ۲۰ اکتبر ۱۹۷۱) خواننده و ترانه سرا اهل استرالیا است.او خواهر کایلی مینوگ است.
از آثاری که وی در آن نقش داشته است می‌توان به نقش اما جکسون در مجموعه خانه و دوری اشاره کرد.